# Xã Jackson, Quận Pope, Arkansas
Xã Jackson (tiếng Anh: Jackson Township) là một xã thuộc quận Pope, tiểu bang Arkansas, Hoa Kỳ. Năm 2010, dân số của xã này là 1.110 người.